# Uzunçam, Emet
Uzunçam là một xã thuộc huyện Emet, tỉnh Kütahya, Thổ Nhĩ Kỳ. Dân số thời điểm năm 2008 là 177 người.